# 秦維瀚
秦維瀚（1816年—1868年），字延青，號蕉庵，江蘇揚州府人，廣陵琴派古琴家，師從汪明辰。著有《蕉庵琴譜》。

## 著作
秦維瀚將其所學之32首琴曲整理過後，同治七年（1868年）編成《蕉庵琴譜》4卷。